# Венди (Западни Словени)
Венди (стенгл. Winedas; пољ. Wendowie), често и Винди (њем. Winden), Венеди (лат. Venedi), историјски је назив за Западне Словене који су живјели у близини германских насеља. Назив се не односи на хомогени народ, него на различите народе, племена или скупине у зависности од тога гдје и како се користи. У данашње време, заједнице које се идентификују као Вендске постоје у Словенији, Аустрији, Лужицама, Тексасу и Аустралији.
У средњем вијеку термин „Венди” се често односио на Западне Словене који живе у Светом римском царству, мада не увијек. Мјешко I, први историјски владар Пољске, користи титулу „Дагом, Краљ Венда” (стнорд. Vindakonungr). Назив је вјероватно преживео у финским језицимм (фин. Venäjä; крл. Veneä) означавајући Русију.
У Европи на немачком говорном подручју током средњег века, термин „Венди“ је тумачен као синоним за „Словени“ и спорадично је коришћен у литератури за означавање Западних Словена и Јужних Словена који живе у оквиру Светог римског царства. Назив је опстао у финским језицима (фин. Venäjä, ест. Vene), означавајући модерну Русију.

## Народи који су током историје називани „Венди”
Према једној теорији, германски народи су први пут применили ово име на древне Венете. За средњовековне Скандинавце, термин Венди (Вендер) је означавао Словене који живе у близини јужне обале Балтичког мора (Вендланд), те се тај израз користио за означавање Полабских Словена као што су Оботрити, Рујански Словени, Велети/Лутици и померанска племена.
За људе који су живели у средњовековном северном Светом римском царству и његовим претходницима, посебно за Саксонце, Венд (Wende) је био Словен који је живео у области западно од реке Одре, области касније названој Germania Slavica, коју су населила полабска словенска племена (горе поменута) на северу и други, као што су Лужички Срби и Милчани, јужније (види Лужички марш).
Немци на југу користили су израз Winde уместо Wende и примењивали га, баш као и Германи на северу, на Словене са којима су имали контакт; на пример, Полабци из Баварске Славице или Словенци (о овој историјској деноминацији и данас сведоче називи Виндиски Марш, Виндиски Фајстриц, Виндишграс или Виндиш Блајберг код Ферлаха). Исти термин се понекад примењивао и на суседну регију Славонију, која се у неким документима пре 18. века појављује као Виндишланд.
После 8. века, франачки краљеви и њихови наследници организовали су скоро целу земљу Венда у марке. Овај процес се касније претворио у серију крсташких ратова. До 12. века све земље Венда постале су део Светог римског царства. Током продора на исток, који је достигао врхунац у 12. и 14. веку, ову земљу су населили Немци и реорганизовали је.
Услед процеса асимилације после германског насељавања, многи Словени западно од Одре усвојили су немачку културу и језик. Само неке сеоске заједнице које нису имале јако мешање са Немцима и наставиле да користе западнословенске језике називале су се још увек Венди. Са постепеним опадањем употребе ових локалних словенских језика, полако је нестао и термин Венди.
Неки извори тврде да су у 13. веку постојао стварни историјски народ зван Венди, који су живели у северној Летонији (источно од Балтичког мора) око града Вендена. Хенри од Ливоније (Хенри од Летиса) у својој латинској хроници из 13. века описао је племе звано Винди.
Данас постоји само једна група Венда: Лужички Срби у данашњој Источној Немачкој, са међународном дијаспором.

## Историја

### Успон (500–1000)
У 1. миленијуму, током словенских миграција које су поделиле недавно формирану словенску етничку припадност на јужне, источне и западне групе, неки Западни Словени су се доселили у области између река Лабе и Одре - крећући се од истока ка западу и од југа ка северу. Тамо су асимилирали преостало германско становништво које није напустило то подручје у периоду миграција. Њихови германски суседи прилагодили су назив који су раније користили за народе источно од реке Лабе на Словене, називајући их Венди како су раније називали Венеде, а вероватно и Вандали. У свом делу Историја Јерменије из касног шестог века, Мовсес Хоренаци помиње њихове нападе на земље назване по њима Вананд.
Венди и Данци су имали рани и континуирани контакт укључујући насељавање, прво и углавном преко најближих јужноданских острва Мон, Лоланд и Фалстер, а сва су имала називе места вендског порекла. Постојала су трговачка места, као и насеобинске испоставе у данским градовима једнаке важности као и Роскилде, када је био главни град: 'Виндебодер' (Вендски штандови) је назив тамошњег градског насеља. Данци и Венди су такође водили борбе због пиратства и крсташких ратова.